# Bicentenari de l'Uruguai

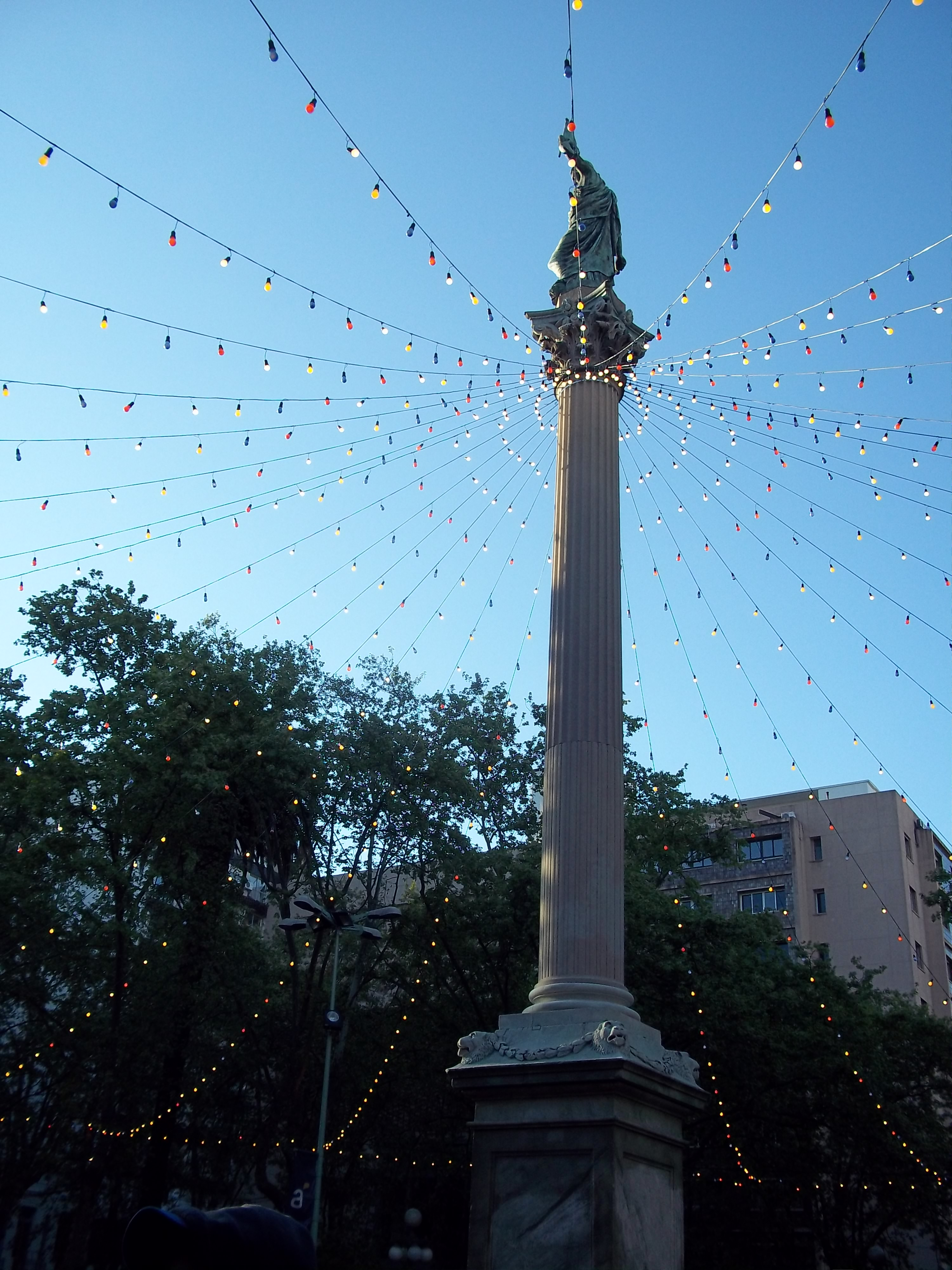
Columna de la Pau al km. 0 de Montevideo durant els actes del Bicentenari.

El Bicentenari de l'Uruguai o Bicentenari del Procés d'Emancipació Oriental (en castellà: Bicentenario del Proceso de Emancipación Oriental) celebra els fets històrics de 1811 que van conduir a la llibertat del Poble Oriental.

## Història
Originalment, la Banda Oriental era part dels dominis de la Corona espanyola a Sud-amèrica, més precisament, del Virregnat del Riu de la Plata. Amb la revolució de Maig de 1810 a Buenos Aires van tenir lloc, al seu torn, els fets ocorreguts el 1811 a l'altre costat del Riu de la Plata. Els esmentats fets històrics van formar part dels processos regionals que van determinar la formació de l'Estat Oriental de l'Uruguai i d'altres països de la regió.
No obstant això, l'Uruguai no va aconseguir la independència total ni la soberania fins a la Convenció Preliminar de Pau de l'any 1828 a Rio de Janeiro. La Guerra Cisplatina s'havia estancat, i els governs de l'Argentina i del Brasil, amb mediació del Regne Unit, es van reunir per decidir el futur de la llavors Província Cisplatina. Per aquesta raó, diverses fonts historiogràfiques no comparteixen l'esmentada celebració del bicentenari a l'Uruguai, per entendre que el país no va existir fins al període que comença després de l'any 1825, és a dir, amb el Congrés de la Florida.

## Celebracions

### Copa Bicentenari
Amb l'objectiu de recordar el Bicentenari, es va organitzar un partit de futbol clàssic entre Peñarol i Nacional el gener de 2011, per la Copa Antel Bicentenari que la va guanyar Peñarol 2-1.

### Actes centrals

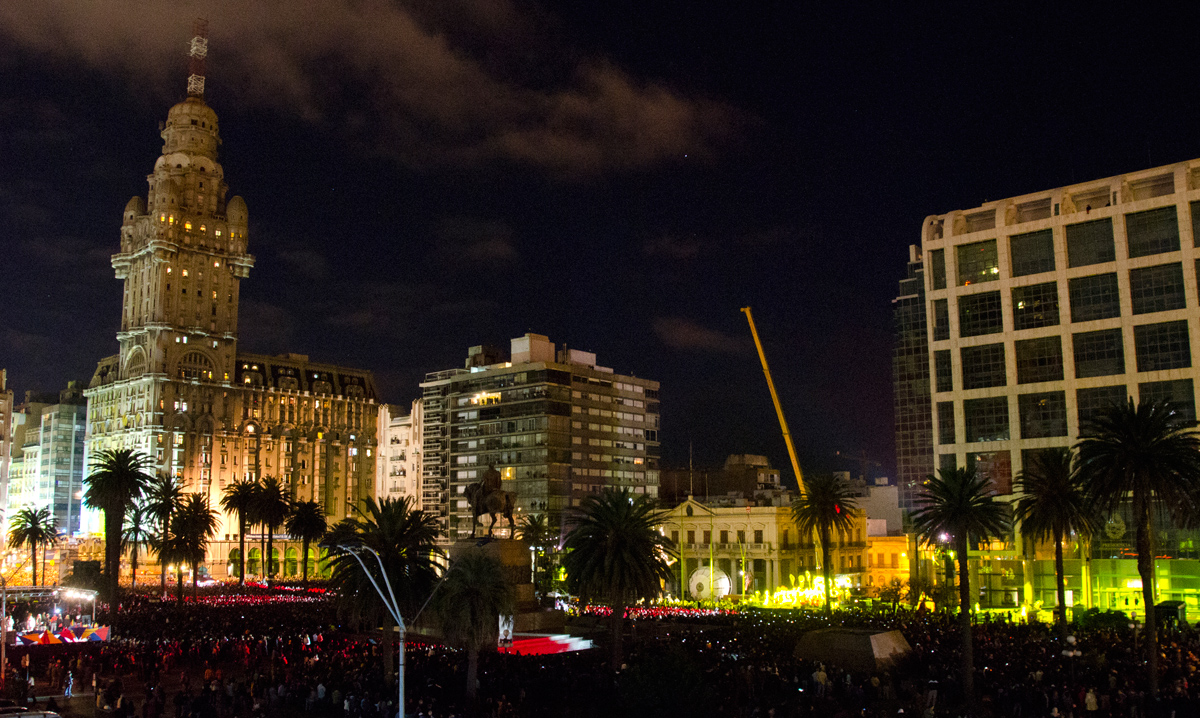
Imatge de la Plaça Independència, a Montevideo, durant les celebracions del Bicentenari.

El dia 10 d'octubre de 2011 es van realitzar grans celebracions al barri Centro de Montevideo. Quatre escenaris van oferir diversos espectacles al públic. Dels visitants estrangers cal destacar La Fura dels Baus; a més dels cantants i grups musicals uruguaians Jaime Roos, El Cuarteto de Nos, Bajofondo, Jorge Drexler, La Vela Puerca, La Tabaré, Las Pelotas, Gilberto Gil, El Choque Urbano, Fata & Cia, Los Tres, Tonolec, El Mató a un Policía Motorizado, Alejandro Balbis, Dani Umpi, Hablan por la Espalda, Alberto Wolf & Los Terapeutas, Daniel Viglietti, Malena Muyala, Tronar de Tambores i Elumbe. A més a més es va caracteritzar la figura de l'heroi nacional José Gervasio Artigas per l'actor Rubén Yáñez.
Finalment, polítics estrangers com Hillary Clinton van enviar missatges de salutació per la celebració.